# Álvaro Villagra
Álvaro Hernán Villagra (14 de agosto de 1965, Buenos Aires) es un ingeniero de sonido, productor discográfico y músico argentino. Es fundador del estudio de grabación Del Abasto al Pasto.

## Biografía
Se hizo conocido en la década de 1990, cuando creó el estudio Del Abasto al Pasto y se desempeñó como ingeniero de sonido de álbumes de Pappo en su segundo álbum de estudio: Blues Local, grabado en el mismo estudio. También bandas como Riff, Los Fabulosos Cadillacs, Almafuerte, Attaque 77, Guasones, Malón, Hermética, Divididos, Los Piojos, Boom Boom Kid, Bersuit Vergarabat, Joan Manuel Serrat, El Canto del Loco, Jimmy Rip, y el histórico grupo uruguayo Buitres Después de la Una, entre otros.
El álbum más famoso con el que ha trabajado es Supernatural (publicado en el año 1999) de Carlos Santana, con el cual ganó el Premio Grammy al álbum del año.

## Premios y nominaciones
| Año  | Nominación                     | Trabajo      | Resultado | Ref.  |
| ---- | ------------------------------ | ------------ | --------- | ----- |
| 1999 | Premio Grammy al álbum del año | Supernatural | Ganador   | [ 4 ] |